# ليوبولد إنفيلد
ليوبولد إنفيلد (بالبولندية: Leopold Infeld)‏ فيزيائي بولندي ولد في 20 أغسطس 1898 وتوفي في 15 يناير 1968، عمل بشكل أساسي في بولندا وكندا (1938-1950). كان زميلا لروكفلر في جامعة كامبرج عام (1933-1934)، وعضوا في الأكاديمية البولندية للعلوم.

## بداية حياته
إنفيلد ولد في عائلة من يهود بولندا، في كراكوف، التي كانت ضمن الامبراطورية النمساوية-المجرية، والتي انضمت إلى بولندا عند استقلالها عام 1918. درس الفيزياء في جامعة ياغيلونيا، ومنذ عام 1920 في برلين، حيث حصل على الدكتوراه في عام 1921. وفي عام 1933 غادر إلى إنجلترا، ثم الولايات المتحدة الأمريكية وكندا بعد وفاة زوجته الأولى، هالينا.
في عام 1939 تزوج إنفيلد من هالينا، وهي أمريكية تخرّجت من جامعة كورنيل قسم الرياضيات. وقد اشتهر إنفيلد بعمله كمتعاون مع آينشتاين، ونُشرت له العديد من الأوراق الهامة خلال عدد قليل من السنوات. على سبيل المثال، نشر (بالاشتراك مع آينشتاين وهوفمان) معادلات الجاذبية ومشكلة الحركة (1938) والجزء الثاني كان بعد ذلك بعامين بالاشتراك مع آينشتاين.

## عمله
كان إنفيلد مهتما بنظرية النسبية. لقد عمل سويا مع آينشتاين في جامعة برنستون (1936-1938). العالمان وضعا صيغة مشتركة لوصف حركة النجم، وتشاركا في كتابة الكتاب الشهير «تطور الأفكار في الفيزياء».لقد منح الدكتوراه من جامعة ياغيلونيا عام 1921. عمل مساعدا ومحاضرا في جامعة لفيف. تزوج من الرياضية الأمريكية هيلين.
عقب أول سلاح نووي عام 1945 إنفيلد صار مثل آينشتاين ناشط سلام بسبب نشاطه ذلك اتهم بأنه متعاطف مع الشيوعية. في عام 1950 غادر كندا وعاد إلى بولندا الشيوعية. لقد شعر أن من واجبه مساعدة العلم في بولندا للتعافي من آثار الحرب العالمية الثانية. في تلك الفترة والمناخ المعادي بقوة للشيوعية فإن الكثير من الحكومة الكندية ووسائل الإعلام هناك خشيت من عمله في بلد شيوعي. ومن إمكانية إفشاءه أسرار القنبلة النووية. حينها جرد من جنسيته الكندية وتم التهجم عليه على نطاق واسع باعتباره خائنا. في الواقع كان مجال اهتمام إنفيلد هو نظرية النسبية وليس الأسلحة النووية، وبعد ذهابه إلى بولندا كان قد طلب إجازة من جامعة تورنتو، لكن طلبه قد رُفض واستقال إنفيلد من منصبه. في عام 1995 منحت جامعة تورنتو لقب أستاذ فخري لإنفيلد بعد وفاته.
اشتهر باسمه نموذج إنفيلد-بورن نسبة إليه وإلى ماكس بورن. وطريقة إنفيلد-هول للعوامل والتي تصف مجموعات عامة من الحلول لمعادلة شرودنغر.
كان إنفيلد واحدا من أحد عشر موقعا على بيان راسل-آينشتاين، وهو الموقع الوحيد من بينهم الذي لم يستلم جائزة نوبل. أيضا كتب إنفيلد بالاشتراك مع آينشتاين الكتاب الشهير تطور الأفكار في الفيزياء والذي يؤرخ للنظريات الفيزيائية منذ القرن السابع عشر وحتى القرن العشرين.
من منطلق الحاجة إلى اتصالات أكاديميّة أوسع، أمضى إنفيلد عاماً كاملاً من 1920 حتّى 1921 في برلين، حيث التقى أينشتاين وأنتج أول بحث له بعنوان «موجات الضوء في نظرية النسبية».
إنفيلد هو أيضاً مؤلف: كويست: سيرة ذاتية.